# الكلية العسكرية الملكية في كندا
الكلية العسكرية الملكية في كندا هي كلية عسكرية في كندا، تأسست عام 1876. تقع في مدينة كينغستون بأونتاريو.

## وصلات خارجية
- الموقع الرسمي